# Discobola acurostris
Discobola acurostris är en tvåvingeart som först beskrevs av Alexander 1943.  Discobola acurostris ingår i släktet Discobola och familjen småharkrankar. Inga underarter finns listade i Catalogue of Life.